# Mokona-ojio no E-hom
Mokona-ojio no E-hom traducido al español como "El libro de imágenes de la princesita Mokona" y publicado por Kadokawa Shōten en 1994, es la obra más corta de CLAMP en formato de libro 3D (al abrirse las páginas sobresalen imágenes del libro), y dibujado completamente por Tsubaki Nekoi. Esta tierna y dulce historia está orientada a niños pequeños.

## Historia
La historia trata de cómo la princesita Mokona pasa de ser una niña egoísta y maleducada a una persona gentil. Al parecer, esta historia está protagonizada por las cuatro integrantes del grupo CLAMP, puesto que allí se mencionan los nombres de cada una de ellas.
- Datos: Q2835117